# Silesia Gerhard Hanke
Die Silesia Gerhard Hanke GmbH & Co. KG ist ein 1910 in Düsseldorf gegründetes deutsches Unternehmen mit ca. 1000 Mitarbeitern weltweit, das Aromen für die Lebensmittelindustrie herstellt. Das Unternehmen hat in Deutschland Werke in Neuss und Kalkar. Im Ausland verfügt es über Werke in Shanghai, Singapur und Chicago.

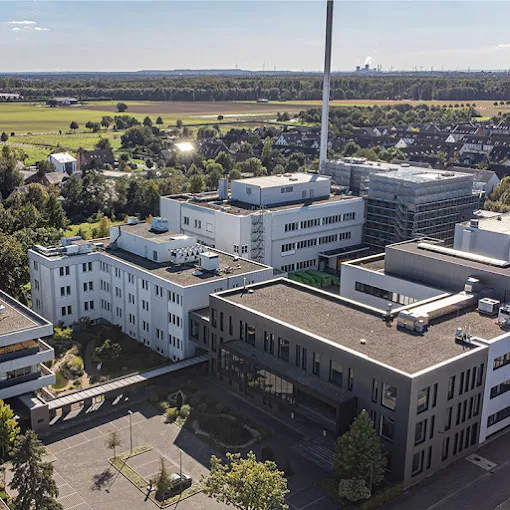
Das Hauptwerk und die Zentrale der Unternehmensgruppe befinden sich am Standort Neuss.

Der Jahresumsatz betrug in 2023 ca. 250 Millionen.
In der Nacht zum 11. Juni 2013 kam es im Werk Neuss zu einem Störfall, bei dem Sotolon freigesetzt wurde. Im Gebiet der Kölner Bucht konnte die Freisetzung als brühwürfelartiger Geruch wahrgenommen werden.